# Равномерное распределение налогов в Канаде
Равноме́рное распределе́ние нало́гов в Кана́де — система распределения налогов, позволяющая выровнять богатство провинций и территорий, входящих в канадскую федерацию. Цель программы — «обеспечить провинциальные правительства доходами, достаточными для оказания государственных услуг на сопоставимом уровне качества и налогообложения».

## Способ расчёта
Уравнительная формула пересматривается каждые пять лет для учёта экономических изменений в каждом регионе.
С 2004 (2005—2006 отчётного года) при вычислении определяют «налоговую нагрузку» на душу населения для каждой провинции и сравнивают её со средней налоговой нагрузкой за три предыдущих отчётных года и средним уравнительным платежом за тот же период с учётом общего увеличения годовой базы на 3,5 %. Каждая провинция, не дотягивающая до среднего уровня, на каждого жителя получает разницу между её налоговой нагрузкой и средней по Канаде.
Равномерное распределение — федеральная программа, финансируемая федеральным правительством в том числе за счёт доходов, собранных по всей Канаде. Это означает, что все канадцы, вне зависимости от провинции, в которой они проживают, вносят свой вклад в эту программу.